# 毛剣卿
毛 剣卿（もう けんきょう、英: Mao Jianqing、1986年8月8日 - ）は、中華人民共和国上海市出身、元同国代表の元サッカー選手である。現役時代のポジションはフォワード、ウイングを務める。

## 来歴

### クラブ
2000年8月上海02に入団し、同年10月ユース代表に選出される。
2002年、上海02がチームごと上海申花に併合され、毛は上海申花ユースの一員となる。同年毛はオランダ・フェイエノールトの要請でトライアルに参加。
2004年中超リーグ第4節、申花がホームの瀋陽戦で毛はユースチームからトップチームに抜擢されデビュー。しかし後述する素行の悪さから伸び悩み、徐々にパフォーマンスは低下した。
2009年7月14日、アルゼンチン人バルコス、陳雷と共に深圳健力宝（後の深圳）へレンタル移籍し、深圳の残留に貢献。
2010年2月、移籍金380万人民元で陝西滻灞（後の北京人和） に完全移籍、育った申花を離れた。
2011年、陝西での出番は多くなく途中出場ばかり、7月に杭州緑城へレンタルされた。
2011年12月、北京国安へ移籍。しかしここでも出番はあまり多くなかった。
2013年7月、上海申鑫へ半年間レンタルされるも、後述する暴力事件に関与し事前にレンタル解除された。
2013年12月、甲級（2部相当）青島中能への移籍で合意したが、翌年1月4日に急遽北京八喜への移籍を決定した。しかし1月17日にまた青島中能とサインをした。報道によると北京八喜が青島中能より高い待遇を提示したための心変わりとされるが、所属元の北京国安が八喜への移籍手続を拒否、高額な移籍金を提示したため八喜は断念した。自身初の2部リーグでのプレーだったが、22試合でキャリアハイの6得点を記録した。
2015年1月26日、石家荘永昌に加入。2015年は好パフォーマンスでチームを牽引したが、第17節遼寧戦で靭帯断裂の大怪我で後半戦を棒にふった。
2016年は主力として5得点記録も、チームは最下位で甲級に降格してしまった。
2016年12月1日、上海申花への復帰が発表された。会見で毛は涙を流し古巣への復帰を喜んだ。
2018年、AFCアジアチャンピオンズリーグの鹿島戦で得点も重症を負い、翌2019年は公式戦出場無しで現役引退した。

### 代表
2003年、FIFA U-17世界選手権に背番号10として出場、2004年にはトゥーロン国際大会に出場。2006年ドーハアジア大会は負傷で逃した。
朱広滬によりA代表選出され、デビュー戦の2006年10月11日AFCアジアカップ2007予選パレスチナ戦(2-0)で初代表初得点を決めた。AFCアジアカップ2007のメンバー選出され、左MFのレギュラーとして出場。マレーシア戦(5-1)では相手4人抜きをみせ、第2戦イラン戦(2-2)では先制点を決めた。以降は調子を落とし、北京五輪メンバーからも落選。
2009年12月30日、ヨルダン戦で2年ぶりにA代表復帰した。

## エピソード
- 爆発的スピードが武器のアタッカーで若くから将来を嘱望され、アーセナル[7]・フェイエノールトといった欧州クラブも関心を示していた。しかし酒、夜遊びなどでパフォーマンスを落としたため中国国内では惜しまれている。
- 飲酒と素行の悪さで知られており、以下のようなエピソードがある[8]。2006年、毛は飲酒が原因でリザーブチームに降格させられた。翌日当時の申花監督呉金貴の車に足蹴り跡があったが毛の行為とされた。
- 2008年12月1日深夜、チームメイトやバスケットボール選手徐詠と飲みに行った先で喧嘩騒ぎ起こし、最終的に500人民元の賠償・7日間拘留処分を受けた[9][10]。2009年6月初、練習時に全身から酒気を匂わせたため、またもリザーブチームに降格、夏に放出された。2013年10月、レンタル先の上海申鑫で暴力沙汰を起こしレンタル解除されている。練習中の姜至鵬の態度に納得行かなかった毛は徐文ら数人と飲みに行き、酔った状態で宿舎に戻り姜の部屋へ行き話し合いを持った。しかし酒の勢いからか殴り合いに発展し監督含めた大人数がかりで止めるほどだった[11]。
- 毛は端的に言うアルコール依存症であり、「試合前に酒を飲まないとまともにプレイできない」発言したとされる。申花のコーチは毛の欠点であるスタミナ不足は、飲酒が原因としている[8]。しかしその後子供が生まれたこともあってか2014年時点で禁酒したと発言している[12]。
- 中国内多くのクラブを流浪しており、古巣相手の得点が多いことで知られている。

## 所属クラブ
- 2004年 - 2009年： 上海申花
- 2009年7月 - ： 深圳（loan）
- 2010年 - 2011年： 陝西滻灞（後の北京人和）
- 2011年7月 - ： 杭州緑城（loan）
- 2012年 - 2013年： 北京国安
- 2013年7月 - ： 上海申鑫（loan）
- 2014年： 青島中能
- 2015年 - 2016年： 石家荘永昌
- 2017年 - 2019年： 上海申花